# Leon White
Leon Allen White (* 14. Mai 1955 in Lynwood, Kalifornien; † 18. Juni 2018 in Denver, Colorado) war ein US-amerikanischer Wrestler. In den 1990er Jahren war White einer der erfolgreichsten Wrestler und wurde vor allem unter seinen Ringnamen Big Van Vader und Vader bekannt. Er galt als eines der wenigen Super-Schwergewichte, die trotz ihres enormen Gewichtes akrobatische Kampfmanöver beherrschten.

## Karriere

### Sportlicher Hintergrund
Bevor Leon White als professioneller Wrestler auftrat, war er in seiner Schule im Boxteam aktiv. Daneben spielte er auch im Football-Team der Schule und war einer der wenigen, die sowohl im Angriff als auch in der Verteidigung eingesetzt werden konnten. Nach seinem Schulabschluss war er American-Football-Profi. Er spielte ab 1978 und 1979 bei den Los Angeles Rams.

### Wrestling-Karriere
White begann im Januar 1985 seine Wrestlingkarriere bei der American Wrestling Association (AWA) unter dem Namen Baby Bull, der schnell auf Bull Power geändert wurde. In seiner gesamten Wrestling-Karriere betonte White immer wieder seinen Hintergrund als Boxer: Seine wuchtigen und nahezu ansatzlosen Schlagattacken waren bei seinen Gegnern gefürchtet.
Zu Beginn seiner Karriere trat er oft im Ausland auf. 1986 arbeitete White für Otto Wanz und dessen Catch Wrestling Association (CWA), deren Heavyweight-Champion-Titel er von März bis Juli 1987 hielt. Aufgrund seiner Leistungen wurde ihm Ende 1987 ein Vertrag bei New Japan Pro-Wrestling angeboten, den er annahm.

### Verpflichtung in Japan
Bevor White bei New Japan Pro-Wrestling begann, erhielt er durch den Promotor Antonio Inoki seinen neuen Ringnamen Big Van Vader, der von einer Mangafigur abgeleitet ist. In dieser Rolle trug White erstmals eine Maske, ein Charakteristikum, das er von da an beibehielt. Vader wurde als Heel eingeführt und erfüllte diese Rolle gut. Bei einer Gelegenheit brachte er das Publikum so auf, dass die Wrestling-Promotion vom Betreiber der Veranstaltungshalle Hallenverbot bekam.
Nachdem sich Vader einigen Respekt bei Fans und Presse verschafft hatte, wurde er am 24. April 1989 in ein Turnier um den IWGP Heavyweight Title geschickt, das in einer einzigen Wrestlingveranstaltung ausgetragen wurde. Vader besiegte hintereinander Masa Chono, den vorherigen Titelträger Tatsumi Fujinami und Shinya Hashimoto und erhielt den Titel. Er verlor ihn nach einem Monat an Salman Hashimikov, einen ringerisch exzellenten Russen. Nachdem Hashimikov den Titel gegen Vaders Dauergegner Riki Choshu verloren hatte, gewann Vader ihn am 10. August 1989 von Chosu zurück. White reiste nach dem Match nach Deutschland zurück, um dort ein Titelmatch der CWA gegen Otto Wanz zu gewinnen. Seine Erfolge im Ausland machten White auch für amerikanische Wrestling-Promotionen interessant. Die Promotion World Championship Wrestling (WCW) nahm ihn zusätzlich unter Vertrag.

### World Championship Wrestling

#### 1990–1992
White in seiner üblichen Rolle als maskierter Heel „Big Van Vader“ debütierte 1990 bei der WCW, war aber daneben immer noch in Japan und Deutschland unter Vertrag. Er gewann jeweils ein drittes Mal den Heavyweight Titel seiner deutschen und japanischen Arbeitgeber und daneben noch einen Heavyweight Titel in Mexico, beendete dann aber zumindest die Auftritte für Otto Wanz, während sein amerikanischer und sein japanischer Arbeitgeber sich auf eine Zusammenarbeit verständigten, die es unter anderem White leichter machte, seine vertraglichen Verpflichtungen auf zwei Kontinenten miteinander zu vereinbaren. 1992 erlitt White in einem Tag-Team-Match in Japan eine Knieverletzung, die ihn zu einer Pause zwang. Nachdem diese ausgeheilt war, konzentrierte er sich auf seine Tätigkeit bei der WCW.

#### 1992–1993
Vader erhielt am 12. April 1992 ein Titelmatch um den WCW Heavyweight Titel gegen Sting, das er gewann, nachdem er seinem Gegner ungewollt mehrere Rippen angebrochen hatte. Den Titel erhielt er nicht, da er wie von der Promotion geplant den Ringrichter bewusstlos geschlagen hatte. In einem Rematch einige Monate später erhielt Vader den Titel, nachdem sich der wieder als „Sting“ auftretende Bordon erneut verletzt hatte. Vader musste den Titel allerdings nach drei Wochen wieder abgeben, da er sich erneut am Knie verletzt hatte und operiert werden musste. Nach seiner Rückkehr nutzte die WCW Vaders Ruf als Wrestler, der seine Gegner real verletzte, im Rahmen mehrerer Storylines. Vader war weiterhin einer der Topstars der WCW, so dass er mehrfach den WCW Heavyweight Champion-Titel erhielt.

#### 1993–1994
Eine Fehde zwischen White aka Vader und Mick Foley alias Cactus Jack führte zu mehreren bemerkenswerten Auseinandersetzungen, die Einfluss auf das gesamte Wrestling-Geschäft nahmen. Am 6. April 1993 gelang Foley ein Sieg über Leon White durch Auszählen. Dieses Match (und das darauffolgende Rematch) war eines der brutalsten, die die WCW veranstaltet hatten: Im ersten war zwischen den beiden vereinbart worden, dass White Foley eine Schwellung unter einem Auge hervorrufen sollte, er fügte aber Foley einen Nasenbeinbruch sowie zahlreiche Verletzungen im Gesicht zu, die mit 27 Stichen genäht werden mussten. Blutvergießen war in der damaligen WCW verboten und so musste das Match für die Ausstrahlung erheblich geschnitten werden; dennoch ebnete es die Bahn für brutalere Matcharten wie Streetfight oder Ultimatematches. Im Rematch am 21. April 1993 räumte White außerhalb des Ringes die Gummimatte zur Seite und Foley musste eine Powerbomb auf den Zementboden der Halle hinnehmen. Foley erlitt aber dabei eine schwere Nackenverletzung, durch die ihm eine dauerhafte Lähmung drohte. Foley erholte sich von der Verletzung und setzte die Fehde mit White fort, bis ihm aufgrund eines Unfalls während eines Matches mit White bei einer Deutschland-Tournee der WCW 1994 in München eine Ohrmuschel teilweise abgerissen wurde.
Die Promotion stellte Vader anschließend in eine längere Fehde mit Ric Flair, der 1993 den Heavyweight Titel der WCW von Vader gewinnen durfte. Vader erhielt zwischenzeitlich den geringerwertigen WCW International World Heavyweight Titel, den er für mehrere Monate behalten durfte. Die Promotion ließ Vader danach zwei Titelmatches gegen Hulk Hogan bestreiten, die nicht zu Titelwechseln führten. Eine Storyline, die Vader an die Seite Hogans führen sollte, wurde verworfen. White wurde entlassen, da er im Umkleideraum den Wrestler Paul Orndorff angegriffen hatte.

### World Wrestling Federation
White fand im Hauptkonkurrenten der WCW, der World Wrestling Federation schnell einen neuen Arbeitgeber. Er debütierte in seiner gewohnten Rolle als „Vader“, durch mehrere kurze Einspielungen in anderen Sendungen angekündigt, im Royal Rumble 1996. Die Storyline sah vor, dass er blindwütig Gegner wie Offizielle attackieren, disqualifiziert und zur Strafe beurlaubt werden sollte, tatsächlich hatte White die Pause nötig, um wegen einer Schulterverletzung operiert zu werden.
Die Promotion bereitete schließlich ein Titelmatch zwischen Vader und Shawn Michaels vor. Dieses Match am 18. August 1996 beim SummerSlam 1996 endete nicht, wie von der Storyline vorgesehen, mit dem Titelverlust Michaels. Vader gewann zunächst durch Count-Out, wodurch jedoch der Titel nicht wechseln konnte. Nach einem Neustart provozierte Michaels eine Disqualifikation, durch die er den Titel ebenfalls nicht verlieren konnte. Es folgte ein zweiter Neustart, woran im Anschluss Michaels Vader mit einem Moonsault besiegte.
Vader hatte anschließend noch mehrere Fehden in der WWF mit dem Undertaker, Goldust, Mankind und Kane. Whites Karriere wurde im April 1997 durch einen kurzen Aufenthalt in einem kuwaitischen Gefängnis unterbrochen, nachdem er in einem Interview für das kuwaitische Fernsehen von seinem Interviewer gefragt worden war, ob Wrestling Show sei. White stieß den Interviewer durch die Kulissen, um die Show zu demonstrieren, was ihm eine Anzeige wegen tätlichen Angriffs einbrachte. Dieser Vorfall wie auch mehrere Verletzungen führten dazu, dass Whites auslaufender Vertrag 1998 nicht verlängert wurde.

### Gelegentliche Auftritte (1998–2018)
White setzte seine Karriere noch einige Zeit in Japan fort, wo er weitere Wrestlingtitel gewann. 2003 erschien er für eine kurze Zeit bei Total Nonstop Action Wrestling, 2005 nochmals bei World Wrestling Entertainment, wo er in einer Show vor Publikum stolperte und so schwer stürzte, dass ihm Kollegen aufhelfen mussten. White war für kleinere Promotions aber weiter aktiv; so wurde er lange Zeit im aktuellen Roster von IWA East-Coast Wrestling geführt.
Am 11. Juni 2012 kehrte White für zwei Auftritte zur WWE zurück. Er bestritt zunächst bei RAW ein Match gegen Heath Slater, einige Wochen später trat er bei der RAW-Jubiläumsshow mit anderen Legenden-Wrestlern nochmals auf.
Im Dezember 2012 absolvierte er drei Auftritte für All Japan Pro Wrestling bei deren Jubiläumstour. 2013 machte er sporadische Auftritte für kleinere Ligen.

## Gesundheitliche Probleme und Tod
Bei White wurde 2016 eine Herzinsuffizienz diagnostiziert und ihm eine weitere Lebenserwartung von etwa 2 Jahren gegeben. White arbeitete jedoch weiter als Wrestler und verdrängte seine gesundheitlichen Probleme. Im Mai 2018 musste er sich einer Operation unterziehen und bekam eine Lungenentzündung. White verstarb am 18. Juni des Jahres an den Folgen seiner Erkrankung.

## Erfolge

### Titel
- World Championship Wrestling

- 3× WCW World Heavyweight Champion
- 1× WCW United States Heavyweight Champion

- All Japan Pro Wrestling

- 2× AJPW Triple Crown World Heavyweight Champion
- 1× AJPW World Tag Team Champion (mit Steve Williams)

- New Japan Pro-Wrestling

- 3× IWGP World Heavyweight Champion
- 1× NJPW IWGP Tag Team Champion (mit Bam Bam Bigelow)

- Pro Wrestling NOAH

- 1× Pro Wrestling NOAH GHC Tag Team Champion (mit 2 Cold Scorpio)

- Union of Wrestling Force International

- 1× UWFI Heavyweight Champion

- Catch Wrestling Association

- 3× CWA Heavyweight Champion

- World Wrestling Federation/WWE
  - Hall of Fame (Class of 2022)[7]
  - Slammy Award (1×)
    - Das Verbrechen des Jahrhunderts (1996)[8] – Verbrechen an den WWF-Präsidenten Gorilla Monsoon
- Wrestling Observer Newsletter
  - Best Heel (1993)[9]
  - Best Wrestling Maneuver (1993) Moonsault[9]
  - Most Improved Wrestler (1999)[9]
  - Wrestler of the Year (1993)[9]
  - Wrestling Observer Newsletter Hall of Fame (Class of 1996)[10]

### Auszeichnungen
- World Championship Wrestling

- Gewinner 1993 WCW Strongest Arm Tournament

- Pro Wrestling Illustrated

- 2002: #54
- 2001: #48
- 2000: #11
- 1999: #18
- 1998: #65
- 1997: #46
- 1996: #14
- 1995: #7
- 1994: #4
- 1993: #2
- 1992: #15
- 1991: #33